# Eparchia di Maramureș
L'eparchia di Maramureș (in latino: Eparchia Maramuresensis) è una sede della Chiesa cattolica in Romania suffraganea dell'arcieparchia di Făgăraș e Alba Iulia. Nel 2021 contava 49.529 battezzati. È retta dall'eparca Vasile Bizău.

## Territorio
L'eparchia comprende il distretto di Maramureș in Romania.
Sede eparchiale è la città di Baia Mare, dove si trova la cattedrale di Maria Assunta.
Il territorio è suddiviso in 142 parrocchie.

## Storia
L'eparchia è stata eretta il 5 giugno 1930 con la bolla Solemni Conventione di papa Pio XI, ricavandone il territorio dalle eparchie greco-cattoliche circostanti, e precisamente: 1 parrocchia dall'arcieparchia di Făgăraș e Alba Iulia; 169 parrocchie dall'eparchia di Cluj-Gherla; 31 parrocchie dall'eparchia di Gran Varadino dei Rumeni; 10 parrocchie dall'eparchia di Hajdúdorog (oggi arcieparchia); 11 parrocchie dall'eparchia di Mukačevo e 17 parrocchie dall'eparchia di Stanislaviv (oggi arcieparchia di Ivano-Frankivs'k).
Il 9 aprile 1934 ha incorporato altre 10 parrocchie che erano appartenute all'eparchia di Hajdúdorog in forza del decreto Apostolica Sedes della Congregazione per le Chiese orientali.

## Cronotassi dei vescovi
Si omettono i periodi di sede vacante non superiori ai 2 anni o non storicamente accertati.
- Beato Alexandru Rusu † (17 ottobre 1930 - 9 maggio 1963 deceduto)
  - Sede vacante (1963-1990)
- Lucian Mureșan (14 marzo 1990 - 4 luglio 1994 nominato arcieparca di Făgăraș e Alba Iulia)
- Ioan Sisestean † (20 luglio 1994 - 12 aprile 2011 deceduto)
- Vasile Bizău, dall'11 giugno 2011

## Statistiche
L'eparchia nel 2021 contava 49.529 battezzati.
| anno | popolazione | popolazione | popolazione | presbiteri | presbiteri | presbiteri | presbiteri                | diaconi | religiosi | religiosi | parrocchie |
| anno | battezzati  | totale      | %           | numero     | secolari   | regolari   | battezzati per presbitero | diaconi | uomini    | donne     | parrocchie |
| ---- | ----------- | ----------- | ----------- | ---------- | ---------- | ---------- | ------------------------- | ------- | --------- | --------- | ---------- |
| 1948 | 397.956     | 559.267     | 71,2        | 266        | 258        | 8          | 1.496                     |         | 23        |           | 255        |
| 1999 | 132.310     | ?           | ?           | 138        | 132        | 6          | 958                       |         | 6         |           | 63         |
| 2000 | 132.100     | ?           | ?           | 138        | 133        | 5          | 957                       |         | 5         |           | 63         |
| 2001 | 132.100     | ?           | ?           | 134        | 130        | 4          | 985                       |         | 4         |           | 184        |
| 2002 | 132.000     | ?           | ?           | 135        | 131        | 4          | 977                       |         | 4         |           | 183        |
| 2003 | 130.500     | ?           | ?           | 136        | 133        | 3          | 959                       |         | 3         |           | 152        |
| 2004 | 128.490     | ?           | ?           | 136        | 133        | 3          | 944                       |         | 3         |           | 154        |
| 2009 | 151.952     | ?           | ?           | 137        | 134        | 3          | 1.109                     |         | 3         |           | 158        |
| 2013 | 53.250      | ?           | ?           | 146        | 137        | 9          | 364                       |         | 12        | 39        | 161        |
| 2016 | 52.502      | ?           | ?           | 150        | 144        | 6          | 350                       |         | 8         | 43        | 167        |
| 2019 | 51.129      | ?           | ?           | 152        | 145        | 7          | 336                       |         | 9         | 39        | 165        |
| 2021 | 49.529      | ?           | ?           | 142        | 142        |            | 348                       |         | 2         | 38        | 142        |